# NGC 5400
NGC 5400 é uma galáxia elíptica (E-S0) localizada na direcção da constelação de Virgo. Possui uma declinação de -02° 51' 27" e uma ascensão recta de 14 horas, 00 minutos e 37,2 segundos.
A galáxia NGC 5400 foi descoberta em 15 de Abril de 1787 por William Herschel.